# Lijst van rijksmonumenten in Gronsveld
De plaats Gronsveld telt 29 inschrijvingen in het rijksmonumentenregister. Hieronder een overzicht.
| Object                                                         | Oorspronkelijke functie?  | Bouwjaar                                        | Architect | Locatie                 | Coördinaten?                  | Nr.?   | Afbeelding        |
| -------------------------------------------------------------- | ------------------------- | ----------------------------------------------- | --------- | ----------------------- | ----------------------------- | ------ | ----------------- |
| Hoeve van baksteen                                             | Boerderij                 | 18e eeuw                                        |           | Maastrichterweg 2       | 50° 48' 59" NB, 5° 43' 41" OL | 18283  | Meer afbeeldingen |
| Boerenhuis van mergel                                          | Woonhuis                  | 1714 (gevelsteen)                               |           | Broekstraat 5           | 50° 48' 35" NB, 5° 43' 44" OL | 34697  | Meer afbeeldingen |
| Sint-Martinuskerk                                              | Kerk en kerkonderdeel     | 16e eeuw                                        |           | Kerkplein 6             | 50° 48' 44" NB, 5° 43' 48" OL | 34698  | Meer afbeeldingen |
| De Zwaluw                                                      | Woonhuis                  | laatste helft 18e eeuw en eerste helft 19e eeuw |           | Rijksweg 2              | 50° 48' 58" NB, 5° 43' 42" OL | 34700  | Meer afbeeldingen |
| Hoeve met langgerekt woonhuis van mergel                       | Boerderij                 | 18e eeuw                                        |           | Rijksweg 4              | 50° 48' 57" NB, 5° 43' 42" OL | 34701  | Meer afbeeldingen |
| Hoeve van mergel, met binnenplaats                             | Boerderij                 | laatste helft 18e eeuw                          |           | Rijksweg 60             | 50° 48' 46" NB, 5° 43' 48" OL | 34702  | Meer afbeeldingen |
| Boerenhuis met wagenpoort                                      | Woonhuis                  | 1825                                            |           | Rijksweg 71             | 50° 48' 41" NB, 5° 43' 51" OL | 34704  | Meer afbeeldingen |
| Gepleisterd huis van baksteen en mergel                        | Woonhuis                  | 17e-18e eeuw                                    |           | Rijksweg 79             | 50° 48' 40" NB, 5° 43' 51" OL | 34705  | Meer afbeeldingen |
| Huis van baksteen en mergel                                    | Woonhuis                  | 17e-18e eeuw                                    |           | Rijksweg 81             | 50° 48' 40" NB, 5° 43' 52" OL | 34706  | Meer afbeeldingen |
| Voormalige koetshuis                                           | Woonhuis                  | laatste helft 18e eeuw                          |           | Rijksweg 88             | 50° 48' 36" NB, 5° 43' 54" OL | 34707  | Meer afbeeldingen |
| Grotendeels mergelstenen hoeve met binnenplaats                | Boerderij                 | 18e eeuw                                        |           | Rijksweg 89             | 50° 48' 37" NB, 5° 43' 54" OL | 34708  | Meer afbeeldingen |
| Herenhuis van mergel en baksteen                               | Woonhuis                  | 18e eeuw                                        |           | Rijksweg 91             | 50° 48' 36" NB, 5° 43' 54" OL | 34709  | Meer afbeeldingen |
| Voormalige stalgebouwen                                        | Woonhuis                  | 18e eeuw                                        |           | Rijksweg 93             | 50° 48' 36" NB, 5° 43' 54" OL | 34710  | Meer afbeeldingen |
| Hoeve van mergel in haakvorm                                   | Boerderij                 | 1791                                            |           | Rijksweg 109            | 50° 48' 32" NB, 5° 43' 56" OL | 34711  | Meer afbeeldingen |
| Hoeve van vakwerk in haakvorm                                  | Boerderij                 | 18e eeuw                                        |           | Rijksweg 119            | 50° 48' 29" NB, 5° 43' 59" OL | 34712  | Meer afbeeldingen |
| Sint Antoniushoeve                                             | Boerderij                 | 18e eeuw - eerste helft 19e eeuw                |           | Rijksweg 164            | 50° 48' 20" NB, 5° 43' 59" OL | 34713  | Meer afbeeldingen |
| Huis van mergel                                                | Woonhuis                  | 1714                                            |           | Stationsstraat 19       | 50° 48' 37" NB, 5° 43' 43" OL | 34714  | Meer afbeeldingen |
| Het Broek                                                      | Boerderij                 | laatste helft 18e eeuw - eerste helft 19e eeuw  |           | Waterrijk 1             | 50° 48' 15" NB, 5° 43' 45" OL | 34715  | Meer afbeeldingen |
| Hoeve Waterrijk                                                | Boerderij                 | 18e eeuw - eerste kwart 19e eeuw                |           | Waterrijk 3             | 50° 48' 15" NB, 5° 43' 45" OL | 34716  | Meer afbeeldingen |
| In een traditioneel-ambachtelijke bouwstijl gebouwde kapelanie | Kerkelijke dienstwoning   | 1890                                            |           | Gronsvelder Kerkplein 2 | 50° 48' 45" NB, 5° 43' 47" OL | 498992 | Meer afbeeldingen |
| Pastorie                                                       | Kerkelijke dienstwoning   | 1890                                            |           | Gronsvelder Kerkplein 4 | 50° 48' 45" NB, 5° 43' 46" OL | 498998 | Meer afbeeldingen |
| Villa met elementen van art nouveau                            | Woonhuis                  | 1906                                            |           | Rijksweg 45             | 50° 48' 47" NB, 5° 43' 49" OL | 499022 | Meer afbeeldingen |
| Huis Gronsveld: hoofdgebouw met oranjerie                      | Kasteel, buitenplaats     | 1300/1833                                       |           | Rijksweg 68             | 50° 48' 41" NB, 5° 43' 43" OL | 509953 | Meer afbeeldingen |
| Huis Gronsveld: parkaanleg                                     | Tuin, park en plantsoen   | 19e eeuw                                        |           | Rijksweg 68             | 50° 48' 39" NB, 5° 43' 43" OL | 509955 | Meer afbeeldingen |
| Huis Gronsveld: poortgebouw                                    | Bijgebouwen kastelen enz. | 1880                                            |           | Rijksweg 68             | 50° 48' 41" NB, 5° 43' 50" OL | 509956 | Meer afbeeldingen |
| Huis Gronsveld: dienstwoning                                   | Bijgebouwen kastelen enz. | 1875-1899                                       |           | Rijksweg 68             | 50° 48' 39" NB, 5° 43' 47" OL | 509957 | Meer afbeeldingen |
| Huis Gronsveld: ruïne en toren                                 | Tuin, park en plantsoen   | middeleeuwen                                    |           | Rijksweg 68             | 50° 48' 40" NB, 5° 43' 45" OL | 509958 | Meer afbeeldingen |
| Huis Gronsveld: tuinmuur                                       | Tuin, park en plantsoen   | 1790-1810                                       |           | Rijksweg 68             | 50° 48' 38" NB, 5° 43' 45" OL | 509959 | Meer afbeeldingen |
| Huis Gronsveld: voetstukken                                    | Tuin, park en plantsoen   | 1850-1890                                       |           | Rijksweg 68             | 50° 48' 42" NB, 5° 43' 50" OL | 509960 | Meer afbeeldingen |